# 半開元音
半開元音（ open-mid vowel、mid-open vowel、low-mid vowel、mid-low vowel、half-open vowel）是一類舌頭位置介於開元音至中元音閒，相對更靠近中元音的元音。

## 半開元音分類
- 半開前不圓唇元音 [ɛ]
- 半開前圓唇元音 [œ]
- 半開央不圓唇元音 [ɜ]
- 半開央圓唇元音 [ɞ]
- 半開後不圓唇元音 [ʌ]
- 半開後圓唇元音 [ɔ]